# أم رومان الكنانية
أُمُّ رُومَان بِنْتُ عَامِرٍ الفِرَاسِيَّةُ الكِنَانِيَّةُ امرأة صالحة من الصحابيات وهي زوجة أبي بكر الصديق ووالدة أم المؤمنين عائشة بنت أبي بكر وعبد الرحمن بن أبي بكر. أسلمت بمكة المكرمة بعد أبي بكر وبايعت وهاجرت إلى المدينة المنورة وفيها توفيت.

## نشأتها
- هي: «أم رومان بنت عامر بن عويمر بن عبد شمس بن عتاب بن أذينة بن سُبيع بن دُهمان بن الحارث بن غنم بن ثعلبة بن مالك بن كنانة بن خزيمة بن مدركة بن إلياس بن مضر بن نزار بن معد بن عدنان، الفراسية الكنانية».[2][3]

اختلف في اسم أم رومان الكنانية فقيل: زينب، وقيل دعد، وكان أبو بكر الصديق يناديها في قصة الجفنة : « يا أخت بني فراس»، نسبة لقومها بني فراس بن غنم من قبيلة كنانة.
تزوجت في الجاهلية من عبد الله بن الحارث بن سخبرة بن جرثومة بن عادية بن مرة الأزدي وأنجبت له: الطفيل. ثم بعد موته في مكة المكرمة تزوجت حليفه أبا بكر الصديق التيمي القرشي وأنجبت له:
1. الصحابي عبد الرحمن بن أبي بكر.
2. أم المؤمنين عائشة بنت أبي بكر.

## إسلامها
أسلمت أم رومان الفراسية الكنانية بمكة المكرمة قديمًا وبايعت.

## زواج النبي محمد من ابنتها عائشة
عن عائشة قالت:

وعن عائشة قالت:

### حادثة الإفك
في حادثة الإفك أغمى عليها حزناً على ما أصاب ابنتها، ولما أفاقت أخذت تدعو الله أن يظهر الحق، وظلت تواسى ابنتها ودموعها تتساقط، وجعلت تقول: 

وتحكي أم رومان بنت عامر الكنانية عن ذلك فتقول:
 وآيات الإفك كانت:
﴿إِنَّ الَّذِينَ جَاءُوا بِالْإِفْكِ عُصْبَةٌ مِنْكُمْ لَا تَحْسَبُوهُ شَرًّا لَكُمْ بَلْ هُوَ خَيْرٌ لَكُمْ لِكُلِّ امْرِئٍ مِنْهُمْ مَا اكْتَسَبَ مِنَ الْإِثْمِ وَالَّذِي تَوَلَّى كِبْرَهُ مِنْهُمْ لَهُ عَذَابٌ عَظِيمٌ ۝١١ لَوْلَا إِذْ سَمِعْتُمُوهُ ظَنَّ الْمُؤْمِنُونَ وَالْمُؤْمِنَاتُ بِأَنْفُسِهِمْ خَيْرًا وَقَالُوا هَذَا إِفْكٌ مُبِينٌ ۝١٢ لَوْلَا جَاءُوا عَلَيْهِ بِأَرْبَعَةِ شُهَدَاءَ فَإِذْ لَمْ يَأْتُوا بِالشُّهَدَاءِ فَأُولَئِكَ عِنْدَ اللَّهِ هُمُ الْكَاذِبُونَ ۝١٣ وَلَوْلَا فَضْلُ اللَّهِ عَلَيْكُمْ وَرَحْمَتُهُ فِي الدُّنْيَا وَالْآخِرَةِ لَمَسَّكُمْ فِي مَا أَفَضْتُمْ فِيهِ عَذَابٌ عَظِيمٌ ۝١٤ إِذْ تَلَقَّوْنَهُ بِأَلْسِنَتِكُمْ وَتَقُولُونَ بِأَفْوَاهِكُمْ مَا لَيْسَ لَكُمْ بِهِ عِلْمٌ وَتَحْسَبُونَهُ هَيِّنًا وَهُوَ عِنْدَ اللَّهِ عَظِيمٌ ۝١٥ وَلَوْلَا إِذْ سَمِعْتُمُوهُ قُلْتُمْ مَا يَكُونُ لَنَا أَنْ نَتَكَلَّمَ بِهَذَا سُبْحَانَكَ هَذَا بُهْتَانٌ عَظِيمٌ ۝١٦ يَعِظُكُمُ اللَّهُ أَنْ تَعُودُوا لِمِثْلِهِ أَبَدًا إِنْ كُنْتُمْ مُؤْمِنِينَ ۝١٧ وَيُبَيِّنُ اللَّهُ لَكُمُ الْآيَاتِ وَاللَّهُ عَلِيمٌ حَكِيمٌ ۝١٨ إِنَّ الَّذِينَ يُحِبُّونَ أَنْ تَشِيعَ الْفَاحِشَةُ فِي الَّذِينَ آمَنُوا لَهُمْ عَذَابٌ أَلِيمٌ فِي الدُّنْيَا وَالْآخِرَةِ وَاللَّهُ يَعْلَمُ وَأَنْتُمْ لَا تَعْلَمُونَ ۝١٩ وَلَوْلَا فَضْلُ اللَّهِ عَلَيْكُمْ وَرَحْمَتُهُ وَأَنَّ اللَّهَ رَءُوفٌ رَحِيمٌ ۝٢٠﴾ [النور:11–20]

## وفاتها
اختلف في وفاتها اختلافا شديدا فقيل ماتت في حياة النبي محمد ﷺ شهر ذي الحجة سنة 6 هـ، وقال آخرون أنها كانت حية سنة 9 هـ حين عرض النبي محمد آية التخيير ﴿يَا أَيُّهَا النَّبِيُّ قُلْ لِأَزْوَاجِكَ إِنْ كُنْتُنَّ تُرِدْنَ الْحَيَاةَ الدُّنْيَا وَزِينَتَهَا فَتَعَالَيْنَ أُمَتِّعْكُنَّ وَأُسَرِّحْكُنَّ سَرَاحًا جَمِيلًا ۝٢٨﴾ على زوجته عائشة وقال لها: «يا عائشة إني عارض عليك أمرا فلا تفتأتي فيه بشئ حتى تعرضيه على أبويك: أبي بكر، وأم رومان» وذكر لها الآية، فقالت له: «فإني أريد الله ورسوله والدار الآخرة ولا أؤامر في ذلك أبا بكر ولا أم رومان» فضحك. وقال بعضهم إن مسروق سمع منها وعمره خمسة عشر سنة أوائل خلافة عمر بن الخطاب وقيل إنه لم يدركها.